# Azione esecutiva
Azione esecutiva (Executive Action) è un film del 1973 diretto da David Miller.

## Trama
Il 22 novembre 1963, a Dallas, il presidente degli Stati Uniti John Fitzgerald Kennedy, viene assassinato. Poche ore dopo, la polizia arresta Lee Harvey Oswald come presunto colpevole, ma prima che possa essere formalmente incriminato, Oswald viene ucciso. Nonostante la Commissione Warren stabilisca la sua responsabilità esclusiva, crescono i sospetti di un complotto orchestrato da forze interne al Paese. Executive Action propone una ricostruzione ipotetica di questi eventi, suggerendo che uomini molto ricchi e potenti — industriali, ufficiali dei servizi segreti e fanatici di destra — abbiano cospirato per eliminare Kennedy. Cinque mesi prima dell'attentato, nel giugno 1963, il magnate Robert Foster ospita una riunione clandestina nella sua tenuta. Con lui ci sono Harold Ferguson, un influente petroliere, e James Farrington, ex agente della CIA esperto in operazioni segrete. I presenti condividono un comune disprezzo per Kennedy, considerato troppo liberale e troppo conciliante. Durante gli incontri si delineano diverse motivazioni: alcuni temono il previsto ritiro dal Vietnam, altri sono ossessionati dall'idea che l'aumento della popolazione non bianca possa minacciare la supremazia bianca negli Stati Uniti. Sotto la guida di Farrington, viene elaborato un piano meticoloso per assassinare il presidente senza lasciare tracce che possano collegare il crimine ai mandanti. A questo scopo, vengono organizzate squadre di tiratori scelti, coordinate dall'Operations Chief - Team A, con il compito di eseguire l'attentato con precisione letale. Il 22 novembre, il piano viene portato a termine con successo, avvalendosi di una copertura mediatica e logistica accuratamente orchestrata. Per eliminare Oswald, il capro espiatorio designato, Farrington si rivolge al proprietario di un nightclub, Jack Ruby. La morte improvvisa di Farrington a causa di un infarto subito dopo il delitto serve a interrompere ogni legame con i veri responsabili. Il film si conclude lasciando emergere un'ulteriore inquietante verità: nei tre anni successivi, diciotto testimoni legati all'assassinio di Kennedy muoiono in circostanze sospette.

## Produzione
Il film è stato girato a Los Angeles.

## Distribuzione
La pellicola è stata distribuita nelle sale cinematografiche statunitensi a partire dal 7 novembre 1973.